# Never Turn Your Back on a Friend (Espionage)
Cet article concerne l'épisode 12 de la série télévisée Espionage. Pour l'album de Budgie, voir Never Turn Your Back on a Friend.
Never Turn Your Back on a Friend est le 12e épisode de la saison 1 de la série britannique Espionage.

## Synopsis
Pendant la Seconde Guerre mondiale, un commando composé d'un agent britannique, d'un agent américain et d'un agent russe doit s'attaquer à une usine d'eau lourde en Norvège. Après avoir capturé un scientifique allemand, ils ne sont pas d'accord sur la question de le laisser vivre ou de le tuer…

## Fiche technique
- Titre original : Never Turn Your Back on a Friend
- Réalisation : Michael Powell
- Scénario : Waldo Salt
- Direction artistique : Tony Woollard
- Costumes : Kim Zeigler
- Photographie : Ken Hodges
- Son : David Bowen
- Montage : John Victor-Smith
- Musique : Malcolm Arnold
- Production : George Justin
- Production exécutive : Herbert Hirschman
- Production associée : John Pellatt
- Société de production : Associated TeleVision, Herbert Brodkin Ltd
- Société de distribution : National Broadcasting Company
- Pays de production :  Royaume-Uni,  États-Unis
- Langue originale : anglais
- Format : noir et blanc — 35 mm — 1,33:1 — son Mono
- Durée : 60 minutes
- Date de sortie :
  - Royaume-Uni : 1er janvier 1964

## Distribution
- George Voskovec : Professeur Walther Kuhn
- Donald Madden : "Anaconda", l'espion américain
- Mark Eden : "Wicket", l'espion anglais
- Julian Glover : "Tovarich", l'espion russe
- Pamela Brown : Christina Jensen
- Michael Mellinger : officier allemand
- Maja Bamberger : Marta